# Lundacus atopus
Lundacus atopus är en mångfotingart som beskrevs av Chamberlin 1951. Lundacus atopus ingår i släktet Lundacus och familjen orangeridubbelfotingar. Inga underarter finns listade i Catalogue of Life.